# オイル内水分
オイル内水分計は、オイル内水分を測定することによりオイル内の水分を求めるものである。

## カールフィッシャー計
カールフィッシャー水分計はあらゆる物質、液体中に含まれる水分量を計測する計測器である。公定法でも認められた方法で非常に精度よく計測できるといった特徴がある。オイルの添加物なども溶媒の選択によってほぼクリアできるので、現在も主流である。方法はカールフィッシャー溶液の滴定で、終点を求める。

## 静電容量式オイル内水分計（高分子式）
高分子式の静電容量式センサは、周囲のオイル中の水分に反応する誘電体の層をもつコンデンサである。この誘電体の層は、理想的には周囲の水分量と同じ比率で水分を吸収するので、これを利用して水分量を検知している。長所としては、オンラインで常時監視ができるほか、長期安定性があることが挙げられる。
通常、使用される単位はppmもしくはaw（水分活性値）が広く使用されている。
このセンサーは、トランスフォーマの絶縁油、潤滑油、油圧機械、ディーゼルエンジンが主な使用用途である。オーストリアに本社を構えるEplusE (E+E) が、石油精製所、変圧器、ディーゼルエンジンのアプリケーションで世界的にシェアを持つ。国内では、テクネ計測が扱っている。

## その他
原理は、湿度計では一般的な静電容量式が使われている。1930年代にヴァイサラが世界初のラジオゾンデを打ち上げてから約80年、静電容量式のセンサは改良を重ねられ、現在のオイル内でも水分を計れるセンサへと繋がっている。そのため、同様の原理は気象をはじめ、工業系でも幅広く使われている。